# أنس بلحوس
أنس بلحوس (3 أغسطس 1986-)، لاعب كرة قدم سوري من مواليد حمص، يلعب مع النواعير الحمصي.